# Les Sauvages (musique)
Pour les articles homonymes, voir Les Sauvages.
Les Sauvages est une pièce de musique baroque pour clavecin, composée en 1727 par Jean-Philippe Rameau (1683-1764). Ce rondeau baroque, chef-d'œuvre du répertoire lyrique français, est rendu célèbre par son orchestration pour deux tableaux de la quatrième entrée finale de son opéra-ballet Les Indes galantes de 1736 (la chaconne « Danse du Grand Calumet de la Paix » et le duo et chœur « Forêts paisibles », sur des paroles et livret de Louis Fuzelier).

## Genèse de l'œuvre

### Le tamtam des Iroquois
Le 10 septembre 1725 sinon un des jours suivants, Jean-Philippe Rameau, qui, la quarantaine passée, doit encore se contenter de composer pour des animateurs de foires, assiste à un spectacle donné à la Comédie italienne, en l'hôtel de Bourgogne de Paris, par deux Iroquois venus de Louisiane.
Trois tableaux sont présentés, la danse du calumet de la paix, la danse de la guerre et la danse de la victoire. Au cours de celle-ci, un guerrier, coiffé, armé d’un arc et d’un carquois garni de flèches, mime le pistage d'un ennemi, pendant que son compagnon, assis en tailleur, rythme la scène en frappant de ses mains « du tambour ou espece de timballe pas plus gros que la forme d'un chapeau ».
Le spectacle connaît un grand succès, même si le public ne comprend rien aux paroles chantées et peine à imaginer les situations évoquées. La Comédie italienne, voyant sa recette augmenter considérablement, organise plusieurs représentations sous le titre « Danse de deux ».

### L'ambassade des «Sauvages de Missicipi»
Presque simultanément, à moins d'une semaine d'écart, un événement va donner une ampleur considérable à l'intérêt des Parisiens pour les Indiens d'Amérique : la visite officielle de quatre personnalités Illiniwek représentant les différents peuples du Pays des Illinois. Elles ont fait une désastreuse traversée depuis l'Île Dauphine dans le cadre d'une ambassade organisée à La Nouvelle-Orléans sur ordre de la Compagnie des Indes par le commandant Étienne Veniard.

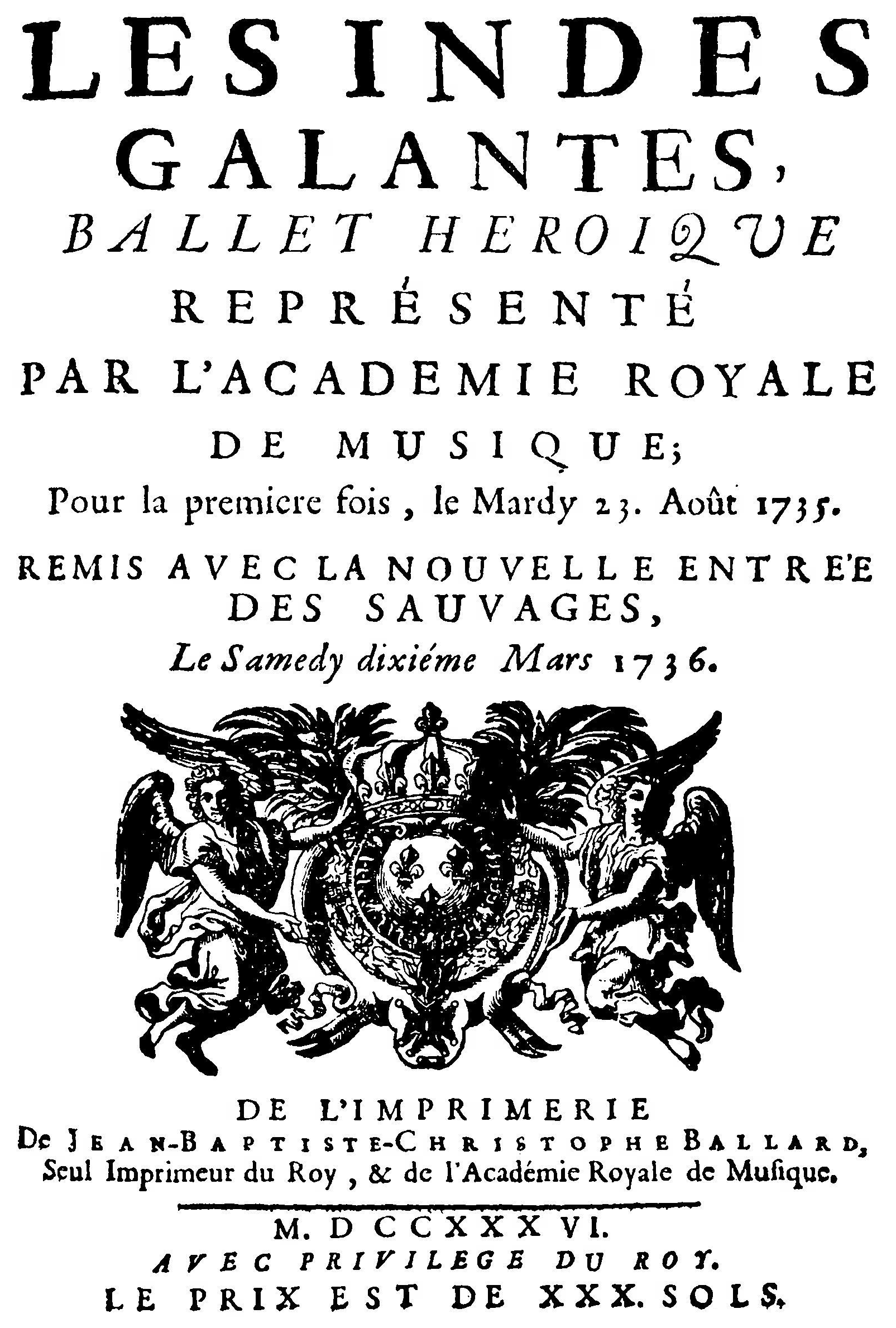
Affiche de l'opéra-ballet Les Indes galantes de 1736, bibliothèque nationale de France de Paris

Ces ambassadeurs, élus un an plus tôt, le 28 novembre 1724, lors d'une assemblée qui s'est tenue à Fort Orléans en présence de l'Onontio Pierre Dugué de Boisbriant et du commandant de la Haute de Louisiane Claude Charles du Tisné, sont les chefs Chicagou, qui sera malade durant tout son séjour, Mensperé, Boganienhin, alias Boganiouhim, et Aguiguida. Seul le premier est baptisé. Accompagnés par un nommé Pilate, un de leurs esclaves arraché à la nation vaincue des Atanana, ils sont arrivés à Paris le 22 septembre. Pour la Ferme d'Occident, il s'agit de faire connaître la France et sa civilisation à leurs nations respectives, les Metchigamias, qui se sont confédérés aux Illinois algonquins, les Missouris, les Osages et les Otoptatas. Mamantouensa, Grand Soleil des Illinois, voulait être du voyage mais a été retenu à Kaskaskia, sa capitale, par la guerre contre les Mesquakies. Dix-sept autres délégués ont renoncé à la suite d'un naufrage au cours duquel l'un d'eux périt. Est en revanche présente Ignon Ouaconisen. Surnommée la Princesse des Missouris, elle est la fille du cacique et avait pris ce titre en épousant, non chrétiennement, le coureur des bois Étienne Veniard. Elle vient prendre le baptême à Notre-Dame.
Avant de partir pour Fontainebleau, le 22 novembre, où ils revêtiront leurs tenues traditionnelles pour être présentés par le premier ministre Louis Henri de Bourbon au jeune Onontio Goa Louis XV, c'est-à-dire presque nus et peints, les « Sauvages », comme les appellent les Parisiens peut-être avec quelque envie, visitent la capitale, le Louvre, Versailles, Marly. Ils sont dégoûtés par les petits maîtres qui racolent aux Tuileries mais fascinés par les cuisines des Invalides, l'abondance des viandes de la Grande Boucherie, les marionnettes du Pont-Neuf. À l'Opéra, ils en redemandent.

### Deux suites modernes pour clavecin
Deux ans plus tard, l'ostinato entendu en septembre 1725 durant la Danse de deux, long, bref, bref, long, bref, bref, inspire à Rameau un rondeau, Les Sauvages, qui est publié en 1728 dans les Nouvelles Suites de Pièces de Clavecin. Cette variation compose le sixième mouvement de la suite en sol. Elle est caractéristique de cette recherche de « résonance » qui s'entend dans les « clangs (en) » de Rameau, où, comme dans le hoquet, les silences, accentuent, par contraste, l'effet de la mélodie.
Le compositeur conserve également les souvenirs de l'ambassade du Mississippi, souvenirs dont ils se servira pour compléter son second opéra-ballet Les Indes galantes quand celui ci fera face à l'insuccès.

### La réponse aux Barbares «habitant les bords de la Seine»
Le 23 août 1735, Les Indes galantes sont créées au Palais-Royal par l'Académie royale de musique. Si la grâce de la ballerine Marie Sallé est louée par la critique, le spectacle est un four. Le public, aristocratique, se veut raffiné et ne goûte pas l'excentricité ni l'excès. La musique est jugée trop « italienne » et les paroles trop proches de la langue du peuple. Les lullistes les plus conservateurs dénoncent dans l'ensemble de l'œuvre une musique « diabolique ». Plus que tout, un personnage de travesti, le généreux prince turc Tacmas, heurte les bonnes mœurs. Ce rôle est modifié et la direction musicale est confiée à André Chéron.
Cependant Rameau voit se former, par réaction, une coterie en sa faveur dans une sorte de nouvelle querelle des Anciens et des Modernes. Comme par revanche, il répond par l'outrance en ajoutant une quatrième entrée encore plus audacieuse, qui mette encore plus en avant la vedette Louis Dupré et reprend le titre de la danse publiée en 1728, Les Sauvages. Les colons, français ou espagnols, et leurs alliés indigènes, militairement vainqueurs, y ont le mauvais rôle et la société des autochtones, vivant dans la proximité avec la nature et triomphant par l'amour idyllique, est peinte comme un nouveau modèle de civilisation.
C'est le 10 mars 1736, lors de la vingt-huitième représentation, que l'opéra-ballet est prolongé par les six nouvelles scènes. Le thème de 1727 est développé dans deux des partitas de la dernière scène, la deuxième et la troisième. Celle-là, intitulée Danse du Grand Calumet de la Paix, exécutée par les sauvages, est instrumentale, symphonique. Celle-ci est vocale, accompagnée par les cordes, les vents et les percussions de l'orchestre.

## Musique
La forme rondeau, danse qui combine au branle deux pas brefs, est ici rendue au clavecin par trois procédés dont la combinaison en ont fait le succès, la répétition d'une rupture rythmique entre une première mesure et les suivantes, l'accentuation de ce contraste rythmique par le développement de celles-ci en arpèges, la composition contrapuntique en sauts fugués entre intervalles diatoniques. L’exotisme, particulièrement marqué dans cette pièce, est produit par des effets harmoniques et sonores peu conventionnels mais finalement heureux.

## Paroles

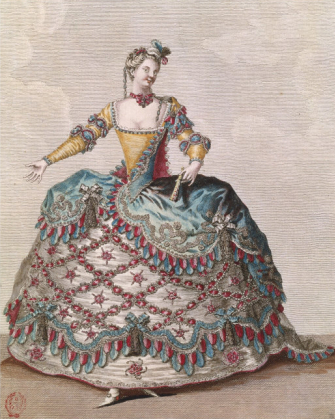
Le costume de Zima imaginé par Jean-Baptiste Martin pour la soprano Marie Pélissier accompagnant la taille Louis-Antoine Cuvillier dans le rôle d'Adario. Lors de sa réception à la Compagnie des Indes, le 8 11 1725, la « Princesse des Missouris » s'est présentée en cheveux vêtue d'une robe à panier de damas couleur de feu, cousue de fleurs d'or et agrémentée de rubans or et argent unis.

## Reprises
- Ca. 1750, Louise Leclair, « Les Sauvages 2ème basse »[26], pour basson et basse continue[27].
- 1770, Jean-François Tapray, « Les Sauvages et quatre variations ».
- 1773, Michel Corrette, « Les Sauvages », in Concerto comique no 25.
- Fin du XVIIIe siècle, Pedro Anselmo Marchal, « Pièces de clavecin »
- 1787, Nicolas Dalayrac, « Ouverture », in Azemia ou le nouveau Robinson.
- 1808, Casimir Baecker, Les Sauvages[28], pour harpe[29].
- 2009, Iko, Marc Collin & Paul et Louise, « Here in this place »[30].
- 2017, Clément Cogitore, chor. Bintou Dembélé, Igor Caruge, Brahim Rachiki & cie. Krump, « Les Indes galantes », in Festival 3e Scène, vidéo, 5 min 47 s[31].